# Carles Puyol
Carles Puyol Saforcada (pron. catalana: [ˈkaɾləs puˈjɔl səfuɾˈkaðə]; La Pobla de Segur, 13 aprile 1978) è un dirigente sportivo ed ex calciatore spagnolo, di ruolo difensore.
Considerato uno dei migliori difensori della sua generazione, nonché tra i migliori del suo ruolo nella storia del calcio, è stato campione d'Europa nel 2008 e del mondo nel 2010 con la nazionale spagnola ed è stato inserito nella squadra ideale del decennio dal Sun nel 2009. In carriera ha sempre militato nel Barcellona, tra squadra riserve e prima squadra, aggiudicandosi, tra l'altro, sei campionati spagnoli e tre UEFA Champions League.

## Biografia
È legato sentimentalmente dal 2012 alla modella spagnola Vanessa Lorenzo. La coppia ha due figlie: Manuela, nata il 24 gennaio 2014, e Maria, nata il 2 gennaio 2016.

## Caratteristiche tecniche
(Carles Puyol)
(Franco Baresi)
Difensore di sicura affidabilità, abile nel colpo di testa e nell'anticipo, Puyol ha giocato in tutti i ruoli della difesa, stabilmente come difensore centrale, anche se all'occorrenza veniva utilizzato come terzino destro o sinistro, nella difesa a 4.
Puyol è anche conosciuto per la sua leadership ed etica del lavoro, tanto che il suo compagno di squadra Gerard Piqué ha detto di lui: «È uno che, anche se si sta vincendo 3-0 e mancano pochi secondi alla fine della partita, griderà al massimo della sua voce se pensa che la concentrazione stia andando via».

## Carriera

### Club
Iniziò a giocare nel C. Pobla de Segur come portiere per poi diventare attaccante dopo un infortunio alla spalla. Nel 1995 passò alla cantera del Barcellona, dove inizialmente giocò come centrocampista difensivo. Nel 1997 iniziò a giocare nel Barcellona B come terzino destro.
Esordì con la squadra A il 2 ottobre 1999 in trasferta sul campo del Real Valladolid (0-2). Lanciato da Louis Van Gaal nella posizione di terzino destro, ricoprì il ruolo per due stagioni e si distinse come abile marcatore. Nelle stagioni seguenti seppe ricoprire con successo anche altri ruoli difensivi e di centrocampo. 
Nel 2002 fu inserito dalla UEFA nella Squadra dell'anno come migliore laterale destro.

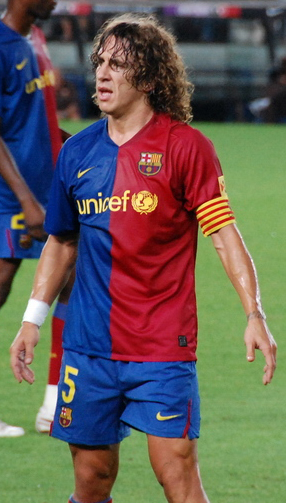
Puyol durante il trofeo Gamper

Nel 2003 il presidente Joan Gaspart gli fece firmare un contratto valevole fino al 30 giugno 2007, facendone uno degli elementi più preziosi della rosa: la clausola di rescissione fu fissata, infatti, a 180 milioni di euro. Dal 2003-2004 divenne il capitano del Barcellona.
Nel 2004-2005 vinse il titolo spagnolo, primo trofeo con la maglia blaugrana. Nel 2005-2006 rivinse il titolo spagnolo e si aggiudicò con la sua squadra la Champions League. Fu poi eletto miglior difensore della competizione europea.
Alla fine della stagione 2006-2007 patì una lesione alla rotula, che tuttavia non gli impedì di rientrare in campo per l'inizio dell'annata successiva (perse solo un mese, settembre). Il 6 aprile 2008 stabilì un record: nella partita contro il Getafe conquistò ben 22 palloni, primato per la Primera División, ottenuto superando il record appartenente a Sergio Ramos. Il 27 ottobre dello stesso anno la FIFPro inserì Puyol nel proprio undici dell'anno.
Nel 2009 vinse il titolo spagnolo, la Coppa del Re e la Champions League, realizzando uno storico triplete, diventato poi "sextete", vincendo nello stesso anno anche la Supercoppa UEFA, la Supercoppa di Spagna e il Mondiale per club.
Nel 2011 vinse campionato, Champions League, ed arrivò in finale di Coppa del Re perdendola contro il Real Madrid. Nella finale di Champions League, al momento della premiazione, cedette la fascia di capitano al compagno Éric Abidal, operato due mesi prima per un tumore al fegato, permettendogli di alzare il trofeo.
Il 18 gennaio 2012 sigla il suo primo goal in Coppa del Re dopo 12 anni con la maglia del Barcellona, realizzando il momentaneo 1-1 contro il Real Madrid (la partita fu poi vinta per 2-1 grazie alla rete di Éric Abidal).
Il 2 ottobre 2012, nella ripresa del match contro il Benfica il capitano dei blaugrana ricadde male sul braccio sinistro, che si piegò in maniera innaturale. I medici gli riscontrarono una brutta lussazione del gomito sinistro che lo avrebbe tenuto lontano dal campo per circa tre mesi.
Il 18 dicembre rinnovò il suo contratto col Barcellona fino al 2016 con una clausola rescissoria pari a 10 milioni di euro.
Il 4 marzo 2014 convocò una conferenza stampa in cui annunciò che, nonostante avesse ancora due anni di contratto, al termine della stagione avrebbe lasciato il Barcellona a causa delle sue condizioni fisiche, decidendo poi di ritirarsi dal calcio giocato visto che con i medici non riuscì a trovare una soluzione al suo problema al ginocchio.
Lasciò così il Barcellona dopo 15 stagioni, 593 partite disputate, 18 gol segnati e 21 titoli vinti.

### Nazionale
Esordisce con la Nazionale maggiore il 15 novembre 2000 nell'amichevole persa 1-2 contro i Paesi Bassi. Segna il suo primo gol in un'amichevole pre-mondiale contro l'Irlanda Del Nord, vinta poi 5-0
Con la selezione del suo paese partecipa nel 2002 ai Mondiali in Asia giocando quattro partite, l'ultima ai quarti di finale, persa contro i padroni di casa della Corea del Sud ai calci di rigore. Nel 2004 prende parte al Campionato europeo nel quale la Spagna esce al primo turno arrivando terza dietro a Grecia e Portogallo, che arriveranno rispettivamente prima e seconda alla fine dell'europeo e disputa tre partite, mentre nel 2006 partecipa ai Mondiali in cui la Spagna arriva prima nel girone vincendo tutte e tre le partite, ma poi viene eliminata dalla Francia agli ottavi di finale per 3-1, che sarà finalista del torneo nel quale Puyol disputa ancora tre partite.
Con la Nazionale si laurea campione d'Europa nel 2008 in Austria e Svizzera, giocando cinque gare e rimanendo a riposo nella terza (e non decisiva) sfida della fase a gironi. Disputa poi la Confederation Cup 2009, in cui la Spagna arriva prima nel girone vincendo le prime tre partite del torneo. Inspiegabilmente la Spagna perde in semifinale con gli Stati Uniti per 2-0. La Spagna poi vince contro il Sudafrica per 3-2 nella finale terzo/quarto posto. Puyol disputa tre partite. Al Mondiali del 2010 arriva anche il trionfo iridato dopo la vittoria in finale sull'Olanda; lo stesso Puyol realizza il goal di testa su cross di Xavi da calcio d'angolo, che porterà la vittoria nella semifinale contro la Germania per 1-0.
Il 5 febbraio 2013, nella partita contro l'Uruguay a Doha, festeggia la presenza numero 100 con la maglia della Nazionale spagnola.

## Dopo il ritiro
Nell'estate del 2014 viene messo sotto contratto nello staff tecnico del Barcellona, dove frequenta un corso per diventare dirigente. A novembre rifiuta la proposta di Roberto Mancini di diventare suo vice sulla panchina dell'Inter per il fatto che non ha il patentino, e non è iscritto a corsi per tecnici ribadendo poi che è già sotto contratto con il Barcellona dove frequenta un corso per diventare dirigente. Il 5 gennaio 2015 annuncia le sue dimissioni dal club catalano in seguito al licenziamento del direttore sportivo Andoni Zubizarreta.
Ha capitanato la selezione spagnola che ha disputato a Londra la Star Sixes nel luglio 2017.
Nel marzo 2019 viene scelto come ambasciatore per l’Europeo 2020.

## Statistiche

### Presenze e reti nei club
| Stagione            | Squadra             | Campionato          | Campionato | Campionato | Coppe nazionali | Coppe nazionali | Coppe nazionali | Coppe continentali | Coppe continentali | Coppe continentali | Altre coppe | Altre coppe | Altre coppe | Totale | Totale |
| Stagione            | Squadra             | Comp                | Pres       | Reti       | Comp            | Pres            | Reti            | Comp               | Pres               | Reti               | Comp        | Pres        | Reti        | Pres   | Reti   |
| ------------------- | ------------------- | ------------------- | ---------- | ---------- | --------------- | --------------- | --------------- | ------------------ | ------------------ | ------------------ | ----------- | ----------- | ----------- | ------ | ------ |
| 1995-1996           | Barcellona C        | SDB                 | 1          | 0          | -               | -               | -               | -                  | -                  | -                  | -           | -           | -           | 1      | 0      |
| 1996-1997           | Barcellona B        | SD                  | 1          | 1          | -               | -               | -               | -                  | -                  | -                  | -           | -           | -           | 1      | 1      |
| 1997-1998           | Barcellona B        | SDB                 | 36+6       | 1+2        | -               | -               | -               | -                  | -                  | -                  | -           | -           | -           | 42     | 3      |
| 1998-1999           | Barcellona B        | SD                  | 38         | 2          | -               | -               | -               | -                  | -                  | -                  | -           | -           | -           | 38     | 2      |
| 1999-2000           | Barcellona B        | SDB                 | 8          | 0          | -               | -               | -               | -                  | -                  | -                  | -           | -           | -           | 8      | 0      |
| Totale Barcellona B | Totale Barcellona B | Totale Barcellona B | 83+6       | 4+2        |                 | -               | -               |                    | -                  | -                  |             | -           | -           | 89     | 6      |
| 1999-2000           | Barcellona          | PD                  | 24         | 0          | CR              | 5               | 0               | UCL                | 8                  | 0                  | SS          | 0           | 0           | 37     | 0      |
| 2000-2001           | Barcellona          | PD                  | 17         | 0          | CR              | 2               | 0               | UCL+CU             | 3+2                | 0                  | -           | -           | -           | 24     | 0      |
| 2001-2002           | Barcellona          | PD                  | 35         | 2          | CR              | 1               | 0               | UCL                | 15                 | 0                  | -           | -           | -           | 51     | 2      |
| 2002-2003           | Barcellona          | PD                  | 32         | 0          | CR              | 0               | 0               | UCL                | 14                 | 0                  | -           | -           | -           | 46     | 0      |
| 2003-2004           | Barcellona          | PD                  | 27         | 0          | CR              | 4               | 0               | CU                 | 7                  | 0                  | -           | -           | -           | 38     | 0      |
| 2004-2005           | Barcellona          | PD                  | 36         | 0          | CR              | 1               | 0               | UCL                | 8                  | 0                  | -           | -           | -           | 45     | 0      |
| 2005-2006           | Barcellona          | PD                  | 35         | 1          | CR              | 3               | 0               | UCL                | 12                 | 0                  | SS          | 2           | 0           | 52     | 1      |
| 2006-2007           | Barcellona          | PD                  | 35         | 1          | CR              | 7               | 0               | UCL                | 8                  | 1                  | SU+SS+Cmc   | 1+2+2       | 0           | 55     | 2      |
| 2007-2008           | Barcellona          | PD                  | 30         | 0          | CR              | 7               | 0               | UCL                | 10                 | 1                  | -           | -           | -           | 47     | 1      |
| 2008-2009           | Barcellona          | PD                  | 28         | 1          | CR              | 6               | 0               | UCL                | 11                 | 0                  | -           | -           | -           | 45     | 1      |
| 2009-2010           | Barcellona          | PD                  | 32         | 1          | CR              | 2               | 0               | UCL                | 9                  | 0                  | SU+SS+Cmc   | 1+2+2       | 0           | 48     | 1      |
| 2010-2011           | Barcellona          | PD                  | 17         | 1          | CR              | 2               | 0               | UCL                | 8                  | 0                  | SS          | 0           | 0           | 27     | 1      |
| 2011-2012           | Barcellona          | PD                  | 26         | 3          | CR              | 7               | 2               | UCL                | 9                  | 0                  | SU+SS+Cmc   | 0+0+2       | 0           | 44     | 5      |
| 2012-2013           | Barcellona          | PD                  | 13         | 1          | CR              | 5               | 1               | UCL                | 4                  | 0                  | SS          | 0           | 0           | 22     | 2      |
| 2013-2014           | Barcellona          | PD                  | 5          | 1          | CR              | 6               | 1               | UCL                | 1                  | 0                  | SS          | 0           | 0           | 12     | 2      |
| Totale Barcellona   | Totale Barcellona   | Totale Barcellona   | 392        | 12         |                 | 58              | 4               |                    | 129                | 2                  |             | 14          | 0           | 593    | 18     |
| Totale carriera     | Totale carriera     | Totale carriera     | 476+6      | 16+2       |                 | 58              | 4               |                    | 129                | 2                  |             | 14          | 0           | 683    | 24     |

### Cronologia presenze e reti in nazionale
| Cronologia completa delle presenze e delle reti in nazionale ― Spagna | Cronologia completa delle presenze e delle reti in nazionale ― Spagna | Cronologia completa delle presenze e delle reti in nazionale ― Spagna | Cronologia completa delle presenze e delle reti in nazionale ― Spagna | Cronologia completa delle presenze e delle reti in nazionale ― Spagna | Cronologia completa delle presenze e delle reti in nazionale ― Spagna | Cronologia completa delle presenze e delle reti in nazionale ― Spagna | Cronologia completa delle presenze e delle reti in nazionale ― Spagna |
| Data                                                                  | Città                                                                 | In casa                                                               | Risultato                                                             | Ospiti                                                                | Competizione                                                          | Reti                                                                  | Note                                                                  |
| --------------------------------------------------------------------- | --------------------------------------------------------------------- | --------------------------------------------------------------------- | --------------------------------------------------------------------- | --------------------------------------------------------------------- | --------------------------------------------------------------------- | --------------------------------------------------------------------- | --------------------------------------------------------------------- |
| 15-11-2000                                                            | Siviglia                                                              | Spagna                                                                | 1 – 2                                                                 | Paesi Bassi                                                           | Amichevole                                                            | -                                                                     | 55’                                                                   |
| 25-4-2001                                                             | Cordova                                                               | Spagna                                                                | 1 – 0                                                                 | Giappone                                                              | Amichevole                                                            | -                                                                     | 67’                                                                   |
| 6-6-2001                                                              | Tel Aviv                                                              | Israele                                                               | 1 – 1                                                                 | Spagna                                                                | Qual. Mondiali 2002                                                   | -                                                                     | 82’                                                                   |
| 5-9-2001                                                              | Vaduz                                                                 | Liechtenstein                                                         | 0 – 2                                                                 | Spagna                                                                | Qual. Mondiali 2002                                                   | -                                                                     |                                                                       |
| 14-11-2001                                                            | Huelva                                                                | Spagna                                                                | 1 – 0                                                                 | Messico                                                               | Amichevole                                                            | -                                                                     | 71’                                                                   |
| 13-2-2002                                                             | Barcellona                                                            | Spagna                                                                | 1 – 1                                                                 | Portogallo                                                            | Amichevole                                                            | -                                                                     | 65’                                                                   |
| 27-3-2002                                                             | Rotterdam                                                             | Paesi Bassi                                                           | 1 – 0                                                                 | Spagna                                                                | Amichevole                                                            | -                                                                     | 25’                                                                   |
| 17-4-2002                                                             | Belfast                                                               | Irlanda del Nord                                                      | 0 – 5                                                                 | Spagna                                                                | Amichevole                                                            | 1                                                                     |                                                                       |
| 2-6-2002                                                              | Gwangju                                                               | Spagna                                                                | 3 – 1                                                                 | Slovenia                                                              | Mondiali 2002 - 1º turno                                              | -                                                                     |                                                                       |
| 7-6-2002                                                              | Jeonju                                                                | Spagna                                                                | 3 – 1                                                                 | Paraguay                                                              | Mondiali 2002 - 1º turno                                              | -                                                                     |                                                                       |
| 16-6-2002                                                             | Suwon                                                                 | Spagna                                                                | 1 – 1 dts (3 – 2 dtr)                                                 | Irlanda                                                               | Mondiali 2002 - Ottavi di finale                                      | -                                                                     |                                                                       |
| 22-6-2002                                                             | Gwangju                                                               | Spagna                                                                | 0 – 0 dts (3 – 5 dtr)                                                 | Corea del Sud                                                         | Mondiali 2002 - Quarti di finale                                      | -                                                                     |                                                                       |
| 21-8-2002                                                             | Budapest                                                              | Ungheria                                                              | 1 – 1                                                                 | Spagna                                                                | Amichevole                                                            | -                                                                     | 71’                                                                   |
| 12-10-2002                                                            | Albacete                                                              | Spagna                                                                | 3 – 0                                                                 | Irlanda del Nord                                                      | Qual. Euro 2004                                                       | -                                                                     |                                                                       |
| 20-11-2002                                                            | Granada                                                               | Spagna                                                                | 1 – 0                                                                 | Bulgaria                                                              | Amichevole                                                            | -                                                                     | 46’                                                                   |
| 12-2-2003                                                             | Palma di Maiorca                                                      | Spagna                                                                | 3 – 1                                                                 | Germania                                                              | Amichevole                                                            | -                                                                     |                                                                       |
| 7-6-2003                                                              | Saragozza                                                             | Spagna                                                                | 0 – 1                                                                 | Grecia                                                                | Qual. Euro 2004                                                       | -                                                                     |                                                                       |
| 11-6-2003                                                             | Belfast                                                               | Irlanda del Nord                                                      | 0 – 0                                                                 | Spagna                                                                | Qual. Euro 2004                                                       | -                                                                     |                                                                       |
| 6-9-2003                                                              | Guimarães                                                             | Portogallo                                                            | 0 – 3                                                                 | Spagna                                                                | Amichevole                                                            | -                                                                     | 46’                                                                   |
| 10-9-2003                                                             | Elche                                                                 | Spagna                                                                | 2 – 1                                                                 | Ucraina                                                               | Qual. Euro 2004                                                       | -                                                                     |                                                                       |
| 11-10-2003                                                            | Erevan                                                                | Armenia                                                               | 0 – 4                                                                 | Spagna                                                                | Qual. Euro 2004                                                       | -                                                                     |                                                                       |
| 15-11-2003                                                            | Valencia                                                              | Spagna                                                                | 2 – 1                                                                 | Norvegia                                                              | Qual. Euro 2004                                                       | -                                                                     |                                                                       |
| 19-11-2003                                                            | Oslo                                                                  | Norvegia                                                              | 0 – 3                                                                 | Spagna                                                                | Qual. Euro 2004                                                       | -                                                                     |                                                                       |
| 18-2-2004                                                             | Barcellona                                                            | Spagna                                                                | 2 – 1                                                                 | Perù                                                                  | Amichevole                                                            | -                                                                     |                                                                       |
| 5-6-2004                                                              | Getafe                                                                | Spagna                                                                | 4 – 0                                                                 | Andorra                                                               | Amichevole                                                            | -                                                                     | 46’                                                                   |
| 12-6-2004                                                             | Faro                                                                  | Spagna                                                                | 1 – 0                                                                 | Russia                                                                | Euro 2004 - 1º turno                                                  | -                                                                     |                                                                       |
| 16-6-2004                                                             | Porto                                                                 | Grecia                                                                | 1 – 1                                                                 | Spagna                                                                | Euro 2004 - 1º turno                                                  | -                                                                     |                                                                       |
| 20-6-2004                                                             | Lisbona                                                               | Spagna                                                                | 0 – 1                                                                 | Portogallo                                                            | Euro 2004 - 1º turno                                                  | -                                                                     | 74’                                                                   |
| 18-8-2004                                                             | Las Palmas                                                            | Spagna                                                                | 3 – 2                                                                 | Venezuela                                                             | Amichevole                                                            | -                                                                     |                                                                       |
| 3-9-2004                                                              | Valencia                                                              | Spagna                                                                | 1 – 1                                                                 | Scozia                                                                | Amichevole                                                            | -                                                                     |                                                                       |
| 8-9-2004                                                              | Zenica                                                                | Bosnia ed Erzegovina                                                  | 1 – 1                                                                 | Spagna                                                                | Qual. Mondiali 2006                                                   | -                                                                     |                                                                       |
| 9-10-2004                                                             | Santander                                                             | Spagna                                                                | 2 – 0                                                                 | Belgio                                                                | Qual. Mondiali 2006                                                   | -                                                                     |                                                                       |
| 13-10-2004                                                            | Vilnius                                                               | Lituania                                                              | 0 – 0                                                                 | Spagna                                                                | Qual. Mondiali 2006                                                   | -                                                                     |                                                                       |
| 9-2-2005                                                              | Almería                                                               | Spagna                                                                | 5 – 0                                                                 | San Marino                                                            | Qual. Mondiali 2006                                                   | -                                                                     |                                                                       |
| 26-3-2005                                                             | Salamanca                                                             | Spagna                                                                | 3 – 0                                                                 | Cina                                                                  | Amichevole                                                            | -                                                                     | 46’                                                                   |
| 30-3-2005                                                             | Belgrado                                                              | Serbia e Montenegro                                                   | 0 – 0                                                                 | Spagna                                                                | Qual. Mondiali 2006                                                   | -                                                                     | 46’                                                                   |
| 4-6-2005                                                              | Valencia                                                              | Spagna                                                                | 1 – 0                                                                 | Lituania                                                              | Qual. Mondiali 2006                                                   | -                                                                     | 50’                                                                   |
| 8-6-2005                                                              | Valencia                                                              | Spagna                                                                | 1 – 1                                                                 | Bosnia ed Erzegovina                                                  | Qual. Mondiali 2006                                                   | -                                                                     | 8’                                                                    |
| 17-8-2005                                                             | Gijón                                                                 | Spagna                                                                | 2 – 0                                                                 | Uruguay                                                               | Amichevole                                                            | -                                                                     |                                                                       |
| 7-9-2005                                                              | Madrid                                                                | Spagna                                                                | 1 – 1                                                                 | Serbia e Montenegro                                                   | Qual. Mondiali 2006                                                   | -                                                                     |                                                                       |
| 8-10-2005                                                             | Bruxelles                                                             | Belgio                                                                | 0 – 2                                                                 | Spagna                                                                | Qual. Mondiali 2006                                                   | -                                                                     |                                                                       |
| 12-11-2005                                                            | Madrid                                                                | Spagna                                                                | 5 – 1                                                                 | Slovacchia                                                            | Qual. Mondiali 2006                                                   | -                                                                     |                                                                       |
| 16-11-2005                                                            | Bratislava                                                            | Slovacchia                                                            | 1 – 1                                                                 | Spagna                                                                | Qual. Mondiali 2006                                                   | -                                                                     |                                                                       |
| 1-3-2006                                                              | Valladolid                                                            | Spagna                                                                | 3 – 2                                                                 | Costa d'Avorio                                                        | Amichevole                                                            | -                                                                     | 46’                                                                   |
| 27-5-2006                                                             | Albacete                                                              | Spagna                                                                | 0 – 0                                                                 | Russia                                                                | Amichevole                                                            | -                                                                     |                                                                       |
| 3-6-2006                                                              | Elche                                                                 | Spagna                                                                | 2 – 0                                                                 | Egitto                                                                | Amichevole                                                            | -                                                                     |                                                                       |
| 7-6-2006                                                              | Ginevra                                                               | Spagna                                                                | 2 – 1                                                                 | Croazia                                                               | Amichevole                                                            | -                                                                     |                                                                       |
| 14-6-2006                                                             | Lipsia                                                                | Spagna                                                                | 4 – 0                                                                 | Ucraina                                                               | Mondiali 2006 - 1º turno                                              | -                                                                     |                                                                       |
| 19-6-2006                                                             | Stoccarda                                                             | Spagna                                                                | 3 – 1                                                                 | Tunisia                                                               | Mondiali 2006 - 1º turno                                              | -                                                                     | 29’                                                                   |
| 27-6-2006                                                             | Hannover                                                              | Spagna                                                                | 1 – 3                                                                 | Francia                                                               | Mondiali 2006 - Ottavi di finale                                      | -                                                                     | 82’                                                                   |
| 2-9-2006                                                              | Badajoz                                                               | Spagna                                                                | 4 – 0                                                                 | Liechtenstein                                                         | Qual. Euro 2008                                                       | -                                                                     |                                                                       |
| 6-9-2006                                                              | Belfast                                                               | Irlanda del Nord                                                      | 3 – 2                                                                 | Spagna                                                                | Qual. Euro 2008                                                       | -                                                                     | 70’                                                                   |
| 7-10-2006                                                             | Solna                                                                 | Svezia                                                                | 2 – 0                                                                 | Spagna                                                                | Qual. Euro 2008                                                       | -                                                                     | 42’                                                                   |
| 7-2-2007                                                              | Manchester                                                            | Inghilterra                                                           | 0 – 1                                                                 | Spagna                                                                | Amichevole                                                            | -                                                                     | 46’                                                                   |
| 28-3-2007                                                             | Palma di Maiorca                                                      | Spagna                                                                | 1 – 0                                                                 | Islanda                                                               | Qual. Euro 2008                                                       | -                                                                     |                                                                       |
| 2-6-2007                                                              | Riga                                                                  | Lettonia                                                              | 0 – 2                                                                 | Spagna                                                                | Qual. Euro 2008                                                       | -                                                                     |                                                                       |
| 17-10-2007                                                            | Helsinki                                                              | Finlandia                                                             | 0 – 0                                                                 | Spagna                                                                | Amichevole                                                            | -                                                                     | cap. 45’                                                              |
| 17-11-2007                                                            | Madrid                                                                | Spagna                                                                | 3 – 0                                                                 | Svezia                                                                | Qual. Euro 2008                                                       | -                                                                     | 87’                                                                   |
| 26-3-2008                                                             | Elche                                                                 | Spagna                                                                | 1 – 0                                                                 | Italia                                                                | Amichevole                                                            | -                                                                     | 17’                                                                   |
| 31-5-2008                                                             | Huelva                                                                | Spagna                                                                | 2 – 1                                                                 | Perù                                                                  | Amichevole                                                            | -                                                                     |                                                                       |
| 4-6-2008                                                              | Santander                                                             | Spagna                                                                | 1 – 0                                                                 | Stati Uniti                                                           | Amichevole                                                            | -                                                                     |                                                                       |
| 10-6-2008                                                             | Innsbruck                                                             | Spagna                                                                | 4 – 1                                                                 | Russia                                                                | Euro 2008 - 1º turno                                                  | -                                                                     |                                                                       |
| 14-6-2008                                                             | Innsbruck                                                             | Svezia                                                                | 1 – 2                                                                 | Spagna                                                                | Euro 2008 - 1º turno                                                  | -                                                                     | 23’                                                                   |
| 22-6-2008                                                             | Vienna                                                                | Spagna                                                                | 0 – 0 dts (4 – 2 dtr)                                                 | Italia                                                                | Euro 2008 - Quarti di finale                                          | -                                                                     |                                                                       |
| 26-6-2008                                                             | Vienna                                                                | Russia                                                                | 0 – 3                                                                 | Spagna                                                                | Euro 2008 - Semifinale                                                | -                                                                     |                                                                       |
| 29-6-2008                                                             | Vienna                                                                | Germania                                                              | 0 – 1                                                                 | Spagna                                                                | Euro 2008 - Finale                                                    | -                                                                     | [ 22 ]                                                                |
| 20-8-2008                                                             | Copenaghen                                                            | Danimarca                                                             | 0 – 3                                                                 | Spagna                                                                | Amichevole                                                            | -                                                                     |                                                                       |
| 6-9-2008                                                              | Murcia                                                                | Spagna                                                                | 1 – 0                                                                 | Bosnia ed Erzegovina                                                  | Qual. Mondiali 2010                                                   | -                                                                     |                                                                       |
| 10-9-2008                                                             | Albacete                                                              | Spagna                                                                | 4 – 0                                                                 | Armenia                                                               | Qual. Mondiali 2010                                                   | -                                                                     |                                                                       |
| 11-10-2008                                                            | Tallinn                                                               | Estonia                                                               | 0 – 3                                                                 | Spagna                                                                | Qual. Mondiali 2010                                                   | 1                                                                     |                                                                       |
| 15-10-2008                                                            | Bruxelles                                                             | Belgio                                                                | 1 – 2                                                                 | Spagna                                                                | Qual. Mondiali 2010                                                   | -                                                                     | 67’                                                                   |
| 19-11-2008                                                            | Vila-real                                                             | Spagna                                                                | 3 – 0                                                                 | Cile                                                                  | Amichevole                                                            | -                                                                     | 46’                                                                   |
| 9-6-2009                                                              | Baku                                                                  | Azerbaigian                                                           | 0 – 6                                                                 | Spagna                                                                | Amichevole                                                            | -                                                                     | 71’                                                                   |
| 14-6-2009                                                             | Rustenburg                                                            | Nuova Zelanda                                                         | 0 – 5                                                                 | Spagna                                                                | Conf. Cup 2009 - 1º turno                                             | -                                                                     |                                                                       |
| 20-6-2009                                                             | Bloemfontein                                                          | Spagna                                                                | 2 – 0                                                                 | Sudafrica                                                             | Conf. Cup 2009 - 1º turno                                             | -                                                                     | cap.                                                                  |
| 24-6-2009                                                             | Bloemfontein                                                          | Spagna                                                                | 0 – 2                                                                 | Stati Uniti                                                           | Conf. Cup 2009 - Semifinale                                           | -                                                                     |                                                                       |
| 12-8-2009                                                             | Skopje                                                                | Macedonia                                                             | 2 – 3                                                                 | Spagna                                                                | Amichevole                                                            | -                                                                     | cap.                                                                  |
| 5-9-2009                                                              | La Coruña                                                             | Spagna                                                                | 5 – 0                                                                 | Belgio                                                                | Qual. Mondiali 2010                                                   | -                                                                     | 76’                                                                   |
| 10-10-2009                                                            | Erevan                                                                | Armenia                                                               | 1 – 2                                                                 | Spagna                                                                | Qual. Mondiali 2010                                                   | -                                                                     | 65’                                                                   |
| 14-11-2009                                                            | Madrid                                                                | Spagna                                                                | 2 – 1                                                                 | Argentina                                                             | Amichevole                                                            | -                                                                     | 45’                                                                   |
| 3-3-2010                                                              | Saint-Denis                                                           | Francia                                                               | 0 – 2                                                                 | Spagna                                                                | Amichevole                                                            | -                                                                     | 45’                                                                   |
| 29-5-2010                                                             | Innsbruck                                                             | Spagna                                                                | 3 – 2                                                                 | Arabia Saudita                                                        | Amichevole                                                            | -                                                                     |                                                                       |
| 8-6-2010                                                              | Murcia                                                                | Spagna                                                                | 6 – 0                                                                 | Polonia                                                               | Amichevole                                                            | -                                                                     | 71’                                                                   |
| 16-6-2010                                                             | Durban                                                                | Spagna                                                                | 0 – 1                                                                 | Svizzera                                                              | Mondiali 2010 - 1º turno                                              | -                                                                     |                                                                       |
| 21-6-2010                                                             | Johannesburg                                                          | Spagna                                                                | 2 – 0                                                                 | Honduras                                                              | Mondiali 2010 - 1º turno                                              | -                                                                     |                                                                       |
| 25-6-2010                                                             | Pretoria                                                              | Cile                                                                  | 1 – 2                                                                 | Spagna                                                                | Mondiali 2010 - 1º turno                                              | -                                                                     |                                                                       |
| 29-6-2010                                                             | Città del Capo                                                        | Spagna                                                                | 1 – 0                                                                 | Portogallo                                                            | Mondiali 2010 - Ottavi di finale                                      | -                                                                     |                                                                       |
| 3-7-2010                                                              | Johannesburg                                                          | Spagna                                                                | 1 – 0                                                                 | Paraguay                                                              | Mondiali 2010 - Quarti di finale                                      | -                                                                     | 84’                                                                   |
| 7-7-2010                                                              | Durban                                                                | Germania                                                              | 0 – 1                                                                 | Spagna                                                                | Mondiali 2010 - Semifinale                                            | 1                                                                     |                                                                       |
| 11-7-2010                                                             | Johannesburg                                                          | Paesi Bassi                                                           | 0 – 1 dts                                                             | Spagna                                                                | Mondiali 2010 - Finale                                                | -                                                                     | 16’                                                                   |
| 11-8-2010                                                             | Città del Messico                                                     | Messico                                                               | 1 – 1                                                                 | Spagna                                                                | Amichevole                                                            | -                                                                     | 45’ 46’                                                               |
| 8-10-2010                                                             | Salamanca                                                             | Spagna                                                                | 3 – 1                                                                 | Lituania                                                              | Qual. Euro 2012                                                       | -                                                                     |                                                                       |
| 12-10-2010                                                            | Glasgow                                                               | Scozia                                                                | 2 – 3                                                                 | Spagna                                                                | Qual. Euro 2012                                                       | -                                                                     |                                                                       |
| 17-11-2010                                                            | Lisbona                                                               | Portogallo                                                            | 4 – 0                                                                 | Spagna                                                                | Amichevole                                                            | -                                                                     | 72’                                                                   |
| 7-10-2011                                                             | Praga                                                                 | Rep. Ceca                                                             | 0 – 2                                                                 | Spagna                                                                | Qual. Euro 2012                                                       | -                                                                     | 46’                                                                   |
| 11-10-2011                                                            | Alicante                                                              | Spagna                                                                | 3 – 1                                                                 | Scozia                                                                | Qual. Euro 2012                                                       | -                                                                     | 46’                                                                   |
| 12-11-2011                                                            | Londra                                                                | Inghilterra                                                           | 1 – 0                                                                 | Spagna                                                                | Amichevole                                                            | -                                                                     | 75’                                                                   |
| 15-11-2011                                                            | San José                                                              | Costa Rica                                                            | 2 – 2                                                                 | Spagna                                                                | Amichevole                                                            | -                                                                     | 90’                                                                   |
| 29-2-2012                                                             | Malaga                                                                | Spagna                                                                | 5 – 0                                                                 | Venezuela                                                             | Amichevole                                                            | -                                                                     | 61’                                                                   |
| 5-2-2013                                                              | Doha                                                                  | Spagna                                                                | 3 – 1                                                                 | Uruguay                                                               | Amichevole                                                            | -                                                                     | cap.                                                                  |
| Totale                                                                |                                                                       | Presenze (11º posto)                                                  | 100                                                                   |                                                                       | Reti                                                                  | 3                                                                     |                                                                       |

## Palmarès

### Club

#### Competizioni nazionali
- Campionato spagnolo: 6

Barcellona: 2004-2005, 2005-2006, 2008-2009, 2009-2010, 2010-2011, 2012-2013
- Supercoppa di Spagna: 5

Barcellona: 2005, 2006, 2009, 2010, 2011
- Coppa di Spagna: 2

Barcellona: 2008-2009, 2011-2012

#### Competizioni internazionali
- UEFA Champions League: 3

Barcellona: 2005-2006, 2008-2009, 2010-2011
- Supercoppa UEFA: 2

Barcellona: 2009, 2011
- Coppa del mondo per club: 2

Barcellona: 2009, 2011

### Nazionale
- Argento olimpico: 1

Sydney 2000
- Campionato d'Europa: 1

Austria-Svizzera 2008
- Campionato mondiale: 1

Sudafrica 2010

### Individuale
- Premio Don Balón: 1

Giocatore rivelazione: 2000-2001
- Squadra dell'anno ESM: 4

2001-2002, 2002-2003, 2004-2005, 2005-2006
- Squadra dell'anno UEFA: 6

2002, 2005, 2006, 2008, 2009, 2010
- UEFA Club miglior difensore: 1

2005-2006
- FIFA/FIFPro World XI: 3

2007, 2008, 2010
- Europei Top 11: 1

Austria e Svizzera 2008
- FIFA Confederations Cup Top 11: 1

Sudafrica 2009
- All-Star Team dei mondiali: 1

Sudafrica 2010
- Premio BBVA Fair Play: 1

2011-2012
- Inserito tra le "Leggende del calcio" del Golden Foot (2016)
- Globe Soccer Awards: 1

Premio alla carriera per calciatori: 2017
- One Club Man Award: 2018[24]